# Patranrejo
Patranrejo is een bestuurslaag in het regentschap Nganjuk van de provincie Oost-Java, Indonesië. Patranrejo telt 2822 inwoners (volkstelling 2010).